# Abies balsamea
L'abete balsamico (Abies balsamea (L.) Mill., 1768) è una specie di abete nordamericana, nativa soprattutto del Canada centrale e orientale (dall'isola di Terranova occidentale alla parte centrale dell'Alberta) e del nord-est degli Stati Uniti (dal Minnesota orientale al Maine, e a sud dai Monti Appalachi alla Virginia Occidentale).

## Etimologia
Il nome generico Abies, utilizzato già dai latini, potrebbe, secondo un'interpretazione etimologica, derivare dalla parola greca ἄβιος = longevo. Il nome specifico balsamea deriva dal greco βάλσαμον = balsamo e fa riferimento alle sostanze resinose di questa specie, utilizzate per la produzione del balsamo del Canada.

## Descrizione

### Portamento
L'Abete balsamico è una piccola conifera sempreverde di medie dimensioni; in genere raggiunge 14-20 metri (46–66 ft) di altezza, raramente arriva a 27 metri (89 piedi), con una stretta corona conica.

### Foglie
Le foglie sono aghiformi piatte, di 15–30 mm (½ -1) di lunghezza, con colore verde scuro sulla parte superiore, spesso con una piccola macchia di stomi vicino alla punta, e due bande stomatiche bianche sulla parte inferiore, con una punta leggermente dentellata. Esse sono disposte a spirale sulle riprese, ma con le basi intrecciate quasi a formare due file orizzontali.

### Fiori
Gli Strobili maschili emettono polline rosso, arancione, porpora e bluastro-verdastro, a seconda.

### Frutti
I coni femminili sono eretti, da 40 a 80 millimetri (1 ½ -3 a lungo), di colore viola scuro, marrone a maturazione e si schiudono nel mese di settembre per liberare i semi alati. I semi, di color marrone chiaro, misurano 6 mm in lunghezza e 3 mm in diametro. I cotiledoni, a germinazione, sono 4.

### Corteccia
La corteccia su alberi giovani è liscia, grigia, e con vesciche di resina (che tende a fuoriuscire quando queste vengono rotte), tendente a diventare ruvida e screpolata o squamosa sui vecchi alberi.

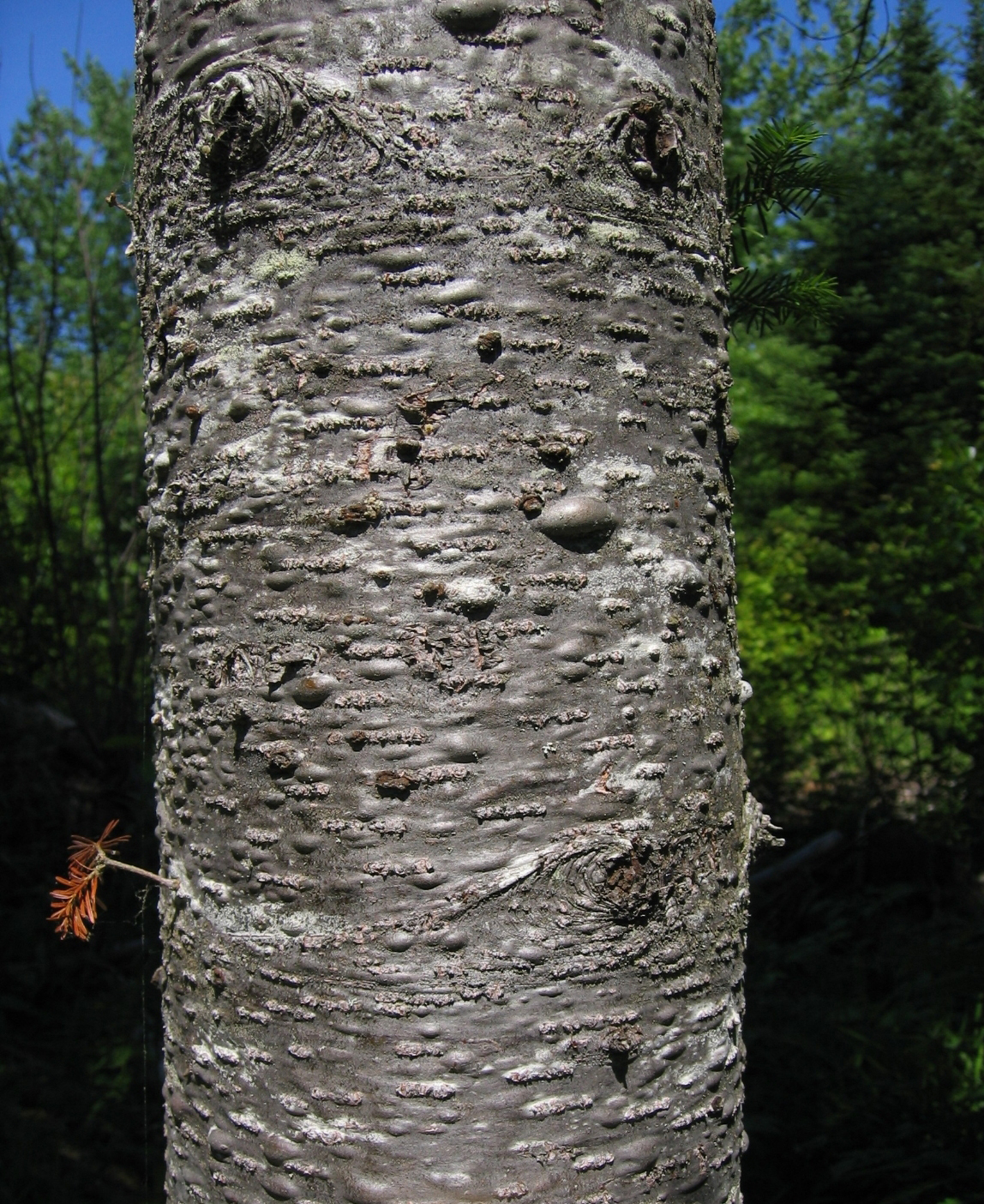
Corteccia
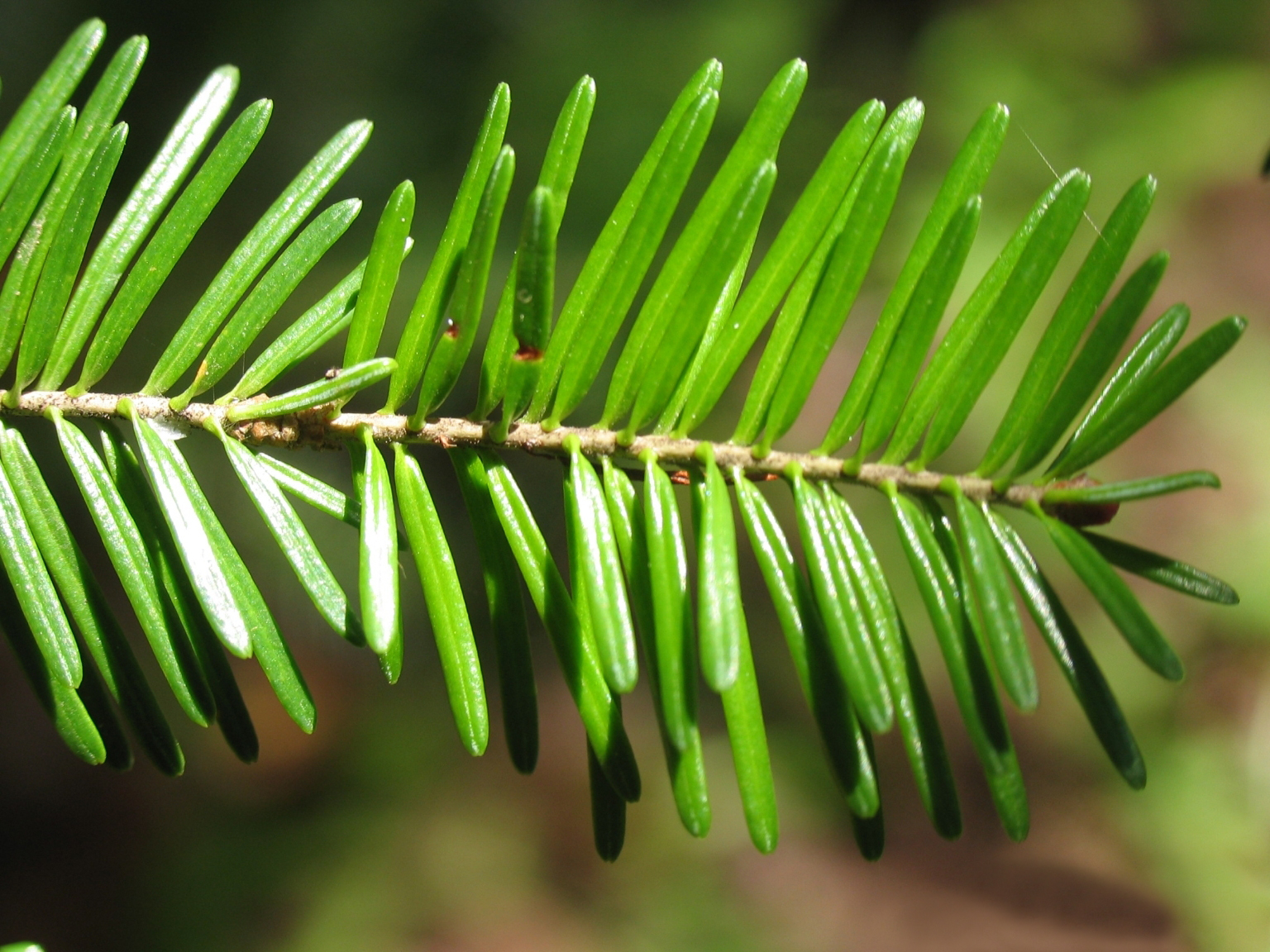
Aghi
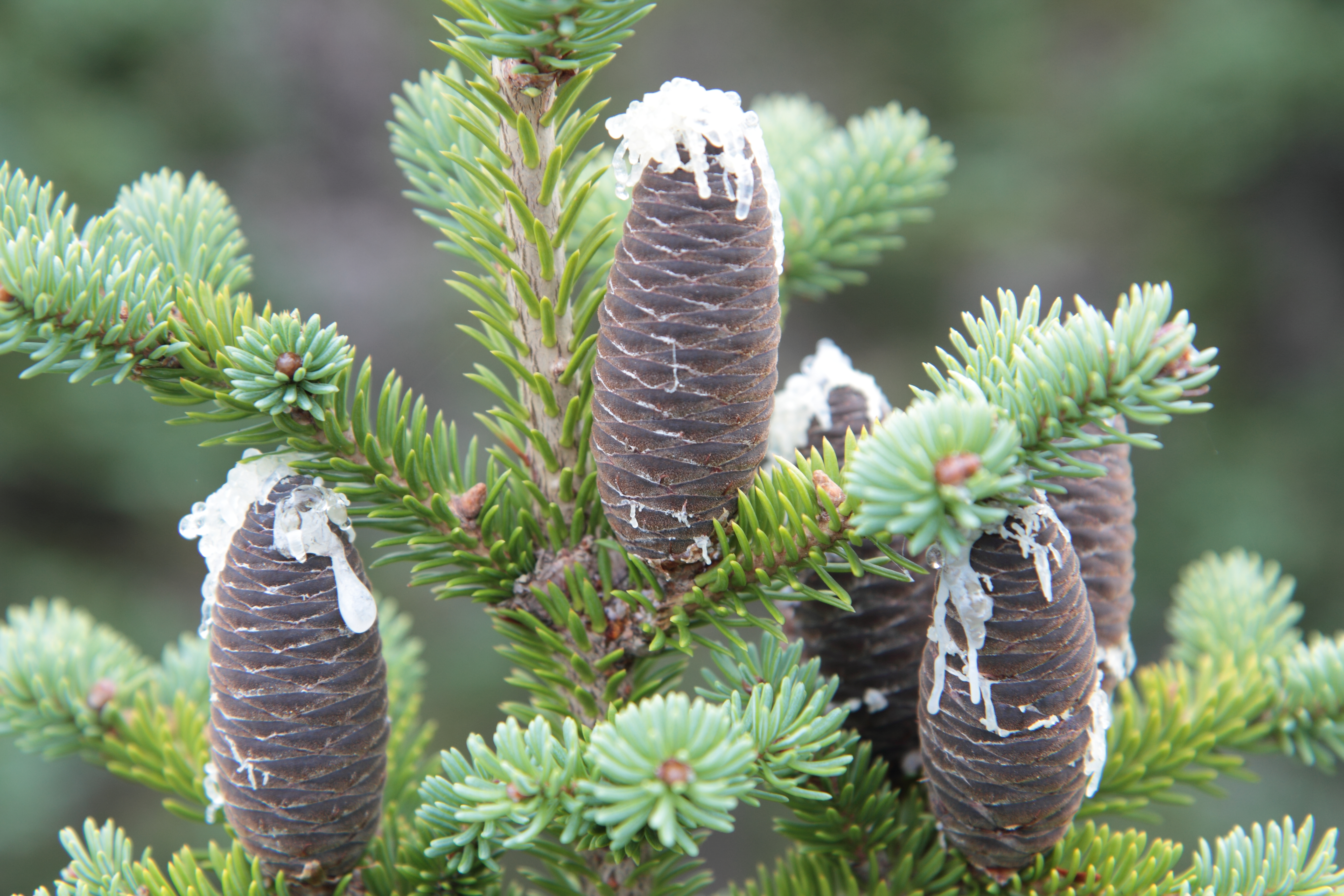
Strobili femminili
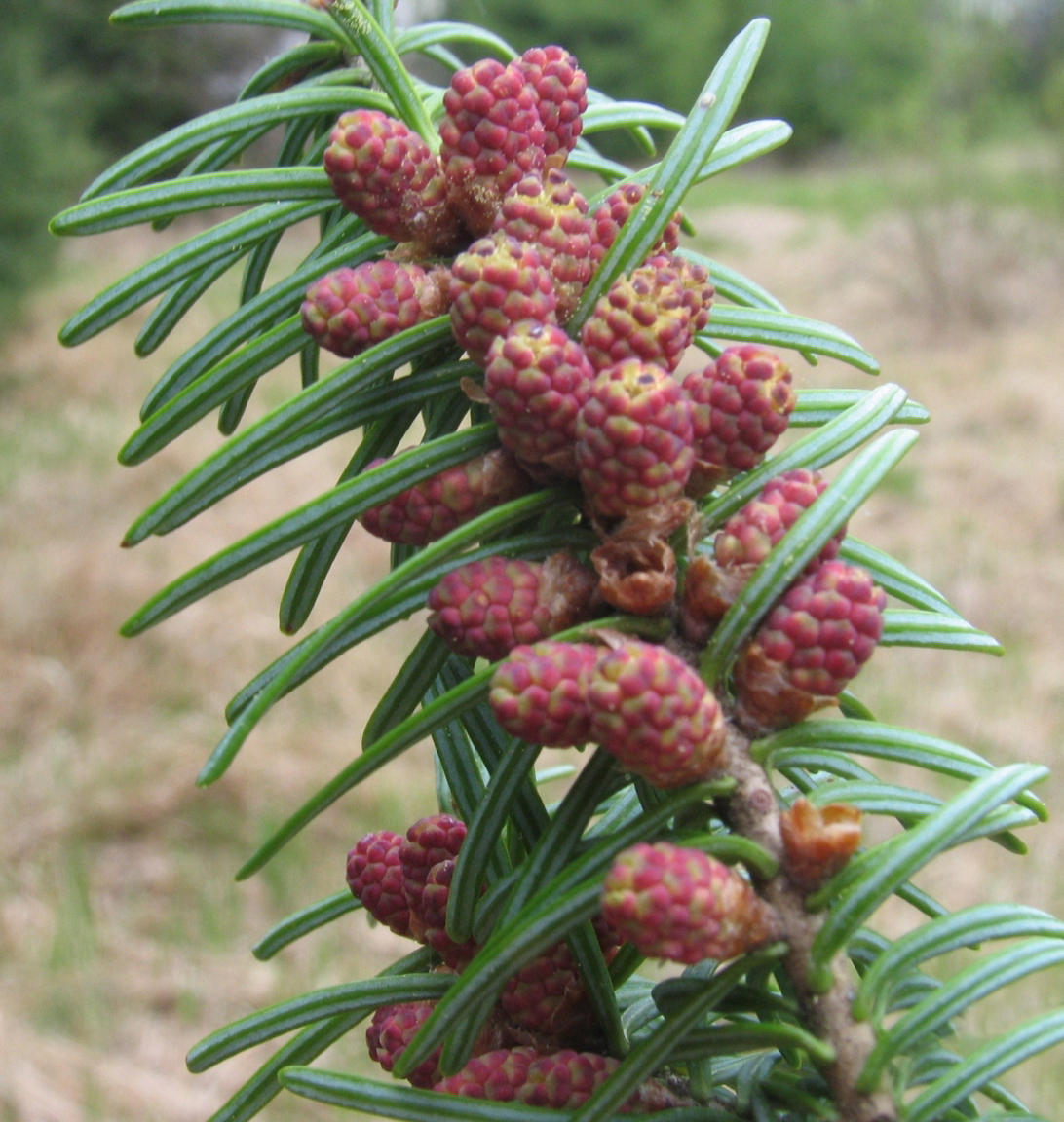
Strobili maschili
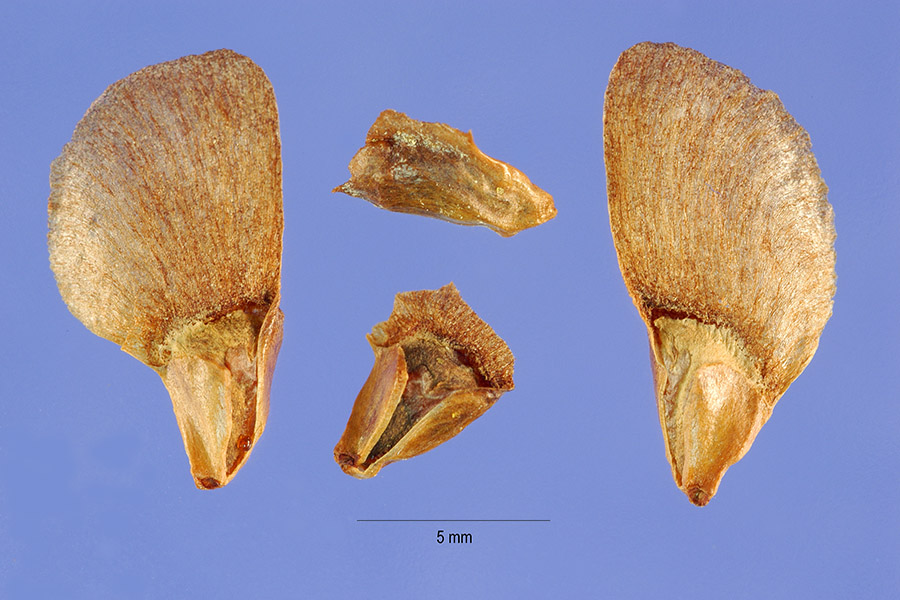
semi
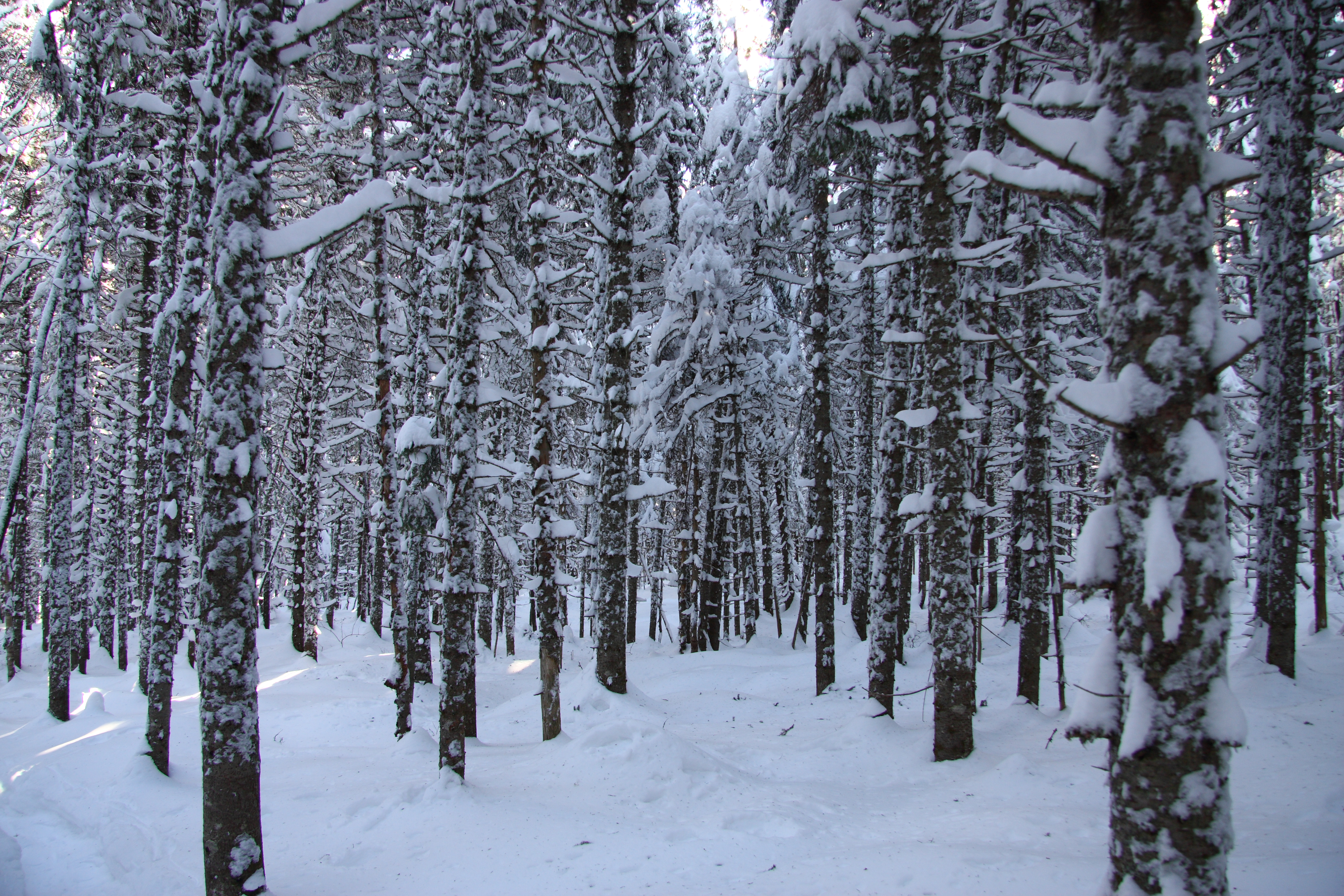
Fustaia invernale di Abies balsamea
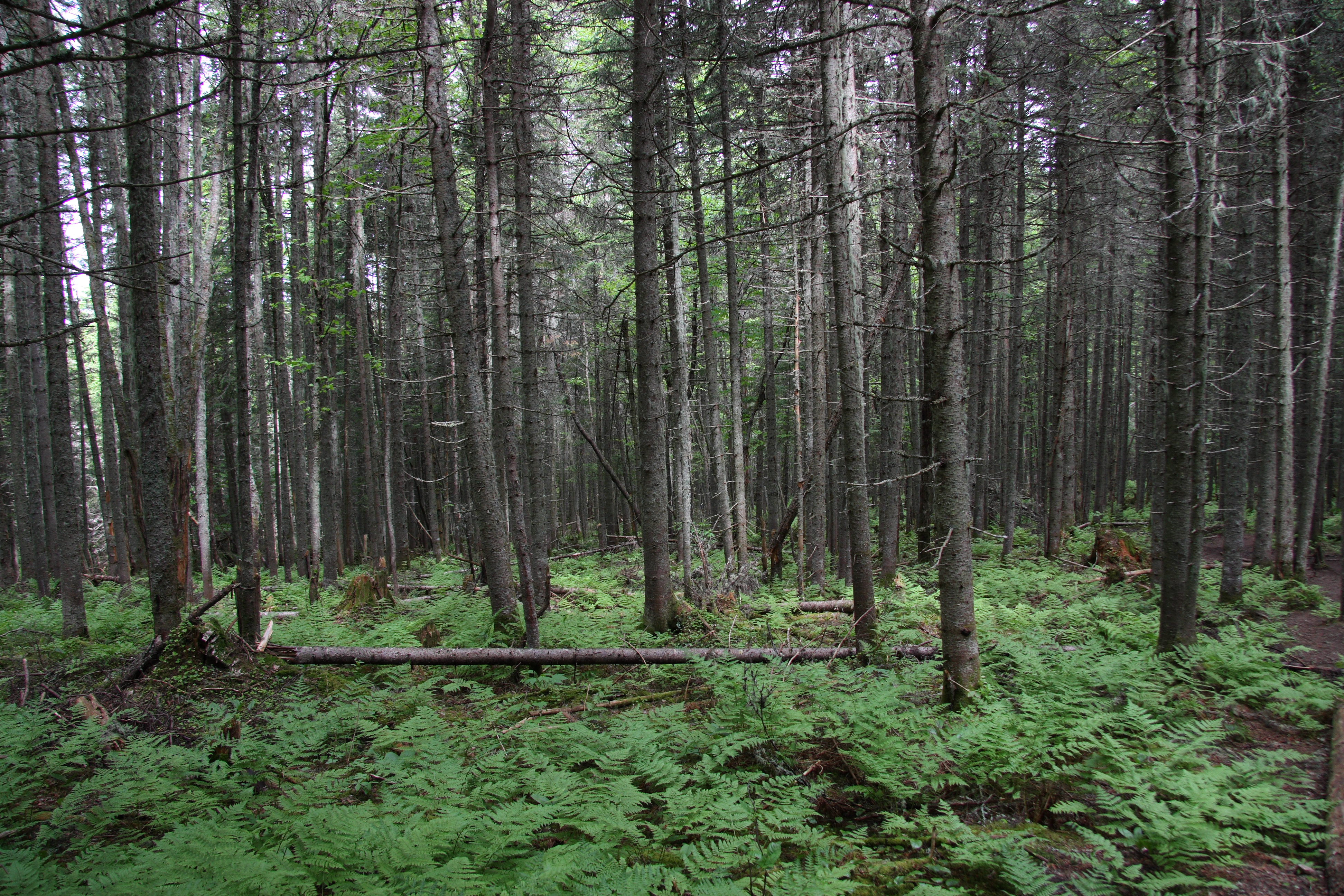
Fustaia estiva di Abies balsamea

## Distribuzione e habitat
La specie è presente in Canada (Alberta, Labrador, Manitoba, Nuovo Brunswick, Nuova Scozia, Ontario, Isola del Principe Edoardo, Québec, Saskatchewan) e Stati Uniti d'America (Connecticut, Iowa, Maine, Massachusetts, Michigan, Minnesota, New Hampshire, New Jersey, New York, Pennsylvania, Vermont, Virginia, Virginia Occidentale, Wisconsin).
Il suo habitat di riferimento è quello a clima boreale delle foreste con estati miti e inverni lunghi con temperature molto fredde (resiste fino a -40°), con limite altitudinale che varia dal livello del mare a nord, ai 1.700 m di altitudine a sud e con precipitazioni annue variabili dai 250 ai 1250 mm.
Si trova spesso in associazione con Pinus strobus, Tsuga canadensis, Pinus banksiana, Populus tremuloides, Fagus grandifolia e Betula alleghaniensis. Nel sottobosco, a livello arbustivo, tipica è la presenza di Taxus canadensis.

## Tassonomia

### Sinonimi
Sono stati riportati i seguenti sinonimi:
- Peuce balsamea (L.) Rich.
- Picea balsamea (L.) Loudon
- Pinus balsamea L.
- Pinus taxifolia Salisb.

### Varietà
È riconosciuta una varietà:

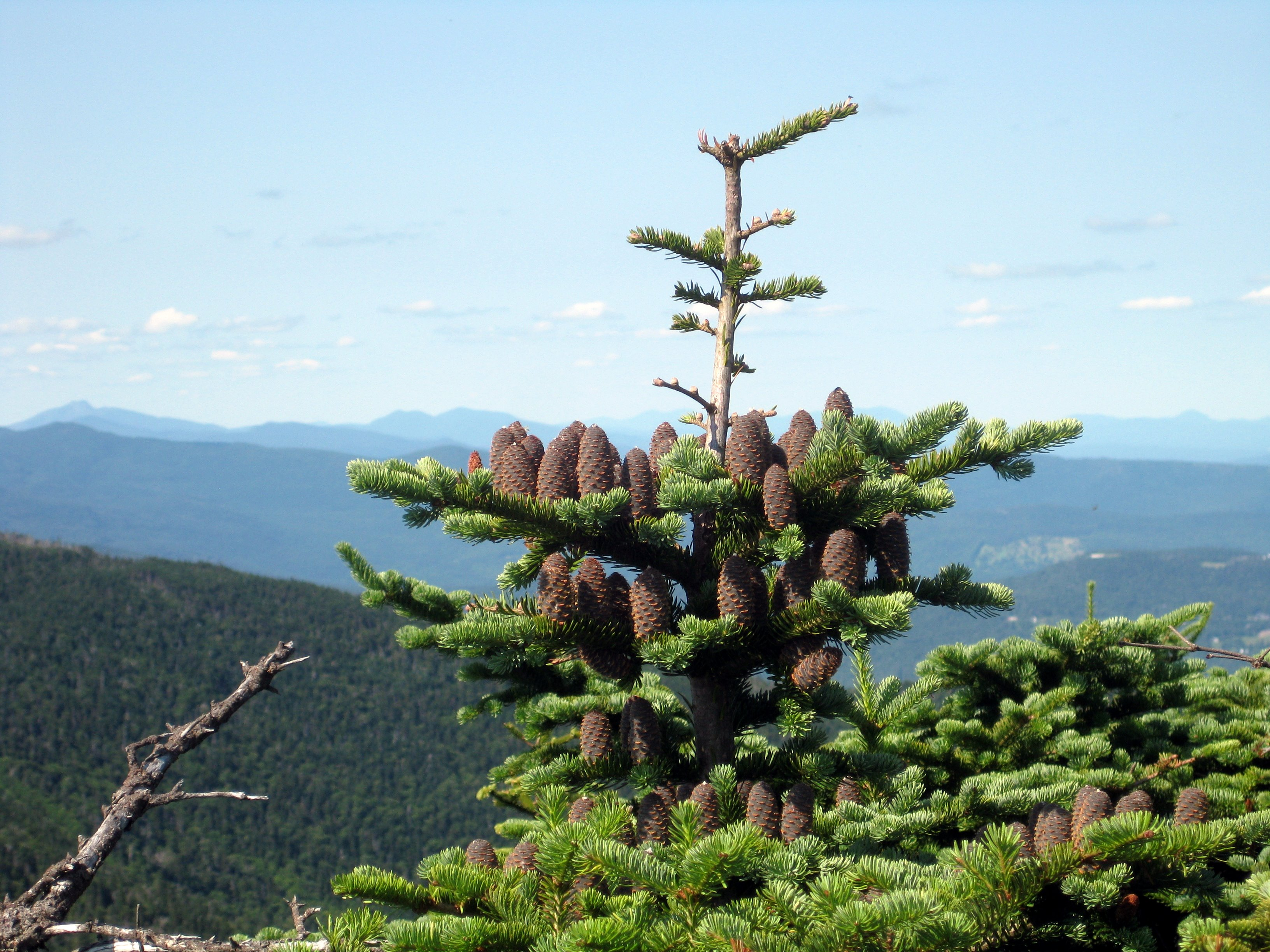
Var. phanerolepis

- Abies balsamea var. phanerolepis (Abete balsamico bratteato o Abete di Canaan) - provvisti di brattee che sottendono semi di taglia maggiore, visibile sul cono chiuso.Var. phanerolepis Questa varietà è endemica di ristrette aree montane della Virginia Occidentale. Il nome comune 'Abete di Canaan' deriva per l'appunto da una delle sue località native, la Valle di Canaan a nord-est di Elkins (Virginia Occidentale). Alcuni botanici in passato hanno considerato questa varietà come un ibrido naturale tra l'abete balsamico e l'abete di Fraser (Abies fraseri), ma attualmente questa interpretazione è non accettata in tassonomia.[8]

## Usi
L'abete balsamico è molto popolare come albero di Natale, soprattutto nel nord-est degli Stati Uniti. La resina è utilizzata per produrre il balsamo del Canada, ed è stata tradizionalmente usata come rimedio freddo e come colla per occhiali , componenti per strumenti ottici, e per preparare supporti permanenti dei campioni per microscopio. Il legno, seppur di modeste dimensioni, è lavorato per essere utilizzato in edilizia, e la cellulosa per la fabbricazione della carta. L'olio dell'abete balsamico è un repellente per i roditori, non tossico, approvato dall'EPA; viene anche usato come deodorante e come incenso. Come pianta ornamentale non è molto considerato, a causa della sua scarsa longevità negli impianti in parchi e giardini urbani, anche se esistono alcune cultivar. Per secoli è stato utilizzato nella medicina tradizionale dei nativi americani, come antisettico; attualmente il suo uso nella moderna fitoterapia è decaduto.

## Conservazione
Specie che, tra quelle nordamericane del genere Abies, possiede l'areale più vasto; non si segnalano minacce specifiche e pertanto è classificata come specie non in pericolo di estinzione nella Lista rossa IUCN.